# 1. deild kvenna 1975
La 1. deild kvenna 1975 (islandese: 1ª divisione femminile), è stata la 4ª edizione della massima divisione del campionato islandese femminile di calcio.

## Stagione

### Formula
Le squadre sono state divise in due gironi di sola andata. Alla finale, disputata in campo neutro, sono state ammesse solo le vincenti di ogni girone.
In caso di pari punti, per l'assegnazione di un titolo nazionale oppure di retrocessione, veniva giocata una gara di spareggio. Le squadre non ammesse allo spareggio, in caso di pari punti, venivano classificate con la migliore differenza reti.

## Girone A

### Classifica finale
Fonti diverse da quella ufficiale.
|  | Pos. | Squadra          | Pt       | G | V | N | P | GF | GS | DR  |
|  | ---- | ---------------- | -------- | - | - | - | - | -- | -- | --- |
|  | 1.   | FH Hafnarfjarðar | 6        | 3 | 3 | 0 | 0 | 11 | 0  | +11 |
|  | 2.   | Keflavík         | 4        | 3 | 2 | 0 | 1 | 9  | 4  | +5  |
|  | 3.   | Grindavík        | 2        | 3 | 0 | 0 | 3 | 2  | 7  | -5  |
|  | 4.   | Haukar           | 0        | 3 | 0 | 0 | 3 | 0  | 11 | -11 |
|  | --   | ÍA Akranes       | Ritirato |   |   |   |   |    |    |     |

Legenda:
      Ammessa alla finale.
Note:
Due punti a vittoria, uno a pareggio, zero a sconfitta.
A parità di punti squadre classificate con la differenza reti.
Spareggio in caso di pari punti in zona promozione e retrocessione.

### Risultati

#### Calendario
| Prima giornata      | Sola andata | Sola andata |
|                     |             |             |
| FH-Haukar           | 7-0         | 15 giu.     |
| Keflavík-ÍA Akranes | _-_         | 15 giu.     |
| Riposa: Grindavík   |             | 15 giu.     |

| Seconda giornata   | Sola andata | Sola andata |
|                    |             |             |
| ÍA Akranes-FH      | _-_         | 22 giu.     |
| Grindavík-Keflavík | 1-6         | 22 giu.     |
| Riposa: Haukar     |             | 22 giu.     |

| Terza giornata    | Sola andata | Sola andata |
|                   |             |             |
| FH-Grindavík      | 1-0         | 29 giu.     |
| Haukar-ÍA Akranes | _-_         | 29 giu.     |
| Riposa: Keflavík  |             | 29 giu.     |

| Quarta giornata    | Sola andata | Sola andata |
|                    |             |             |
| Grindavík-Haukar   | 1-0         | 6 lug.      |
| Keflavík-FH        | 0-3         | 6 lug.      |
| Riposa: ÍA Akranes |             | 6 lug.      |

| Quinta giornata      | Sola andata | Sola andata |
|                      |             |             |
| Haukar-Keflavík      | 0-3         | 13 lug.     |
| ÍA Akranes-Grindavík | _-_         | 20 lug.     |
| Riposa: FH           |             | 20 lug.     |

## Girone B

### Classifica finale
Fonti diverse da quella ufficiale.
|  | Pos. | Squadra        | Pt       | G | V | N | P | GF | GS | DR  |
|  | ---- | -------------- | -------- | - | - | - | - | -- | -- | --- |
|  | 1.   | Fram Reykjavík | 6        | 3 | 3 | 0 | 0 | 13 | 3  | +10 |
|  | 2.   | Breiðablik     | 4        | 3 | 2 | 0 | 1 | 13 | 5  | +8  |
|  | 3.   | Þróttur        | 2        | 3 | 1 | 0 | 2 | 3  | 5  | -2  |
|  | 4.   | Stjarnan       | 0        | 3 | 0 | 0 | 3 | 2  | 18 | -15 |
|  | --   | Ármann         | Ritirato |   |   |   |   |    |    |     |

Legenda:
      Ammessa alla finale.
Note:
Due punti a vittoria, uno a pareggio, zero a sconfitta.
A parità di punti squadre classificate con la differenza reti.
Spareggio in caso di pari punti in zona promozione e retrocessione.

### Risultati

#### Calendario
| Prima giornata         | Sola andata | Sola andata |
|                        |             |             |
| Fram Reykjavík-Þróttur | 2-1         | 15 giu.     |
| Stjarnan-Breiðablik    | 1-9         | 15 giu.     |
| Riposa: Ármann         |             | 15 giu.     |

| Seconda giornata          | Sola andata | Sola andata |
|                           |             |             |
| Breiðablik-Fram Reykjavík | 1-3         | 22 giu.     |
| Ármann-Stjarnan           | _-_         | 22 giu.     |
| Riposa: Þróttur           |             | 22 giu.     |

| Terza giornata        | Sola andata | Sola andata |
|                       |             |             |
| Fram Reykjavík-Ármann | _-_         | 29 giu.     |
| Þróttur-Breiðablik    | 1-3         | 29 giu.     |
| Riposa: Stjarnan      |             | 29 giu.     |

| Quarta giornata         | Sola andata | Sola andata |
|                         |             |             |
| Ármann-Þróttur          | _-_         | 6 lug.      |
| Stjarnan-Fram Reykjavík | 1-8         | 6 lug.      |
| Riposa: Breiðablik      |             | 6 lug.      |

| Quinta giornata        | Sola andata | Sola andata |
|                        |             |             |
| Þróttur-Stjarnan       | 1-0         | 13 lug.     |
| Breiðablik-Ármann      | _-_         | 13 lug.     |
| Riposa: Fram Reykjavík |             | 13 lug.     |

## Finale
|                  | Risultato |                | Luogo e data                                      |
| ---------------- | --------- | -------------- | ------------------------------------------------- |
| FH Hafnarfjarðar | 3 - 1     | Fram Reykjavík | Stadio Kaplakrika a Hafnarfjörður, 29 luglio 1975 |
|                  |           |                |                                                   |